# Museum van de Mijnwerkerswoning

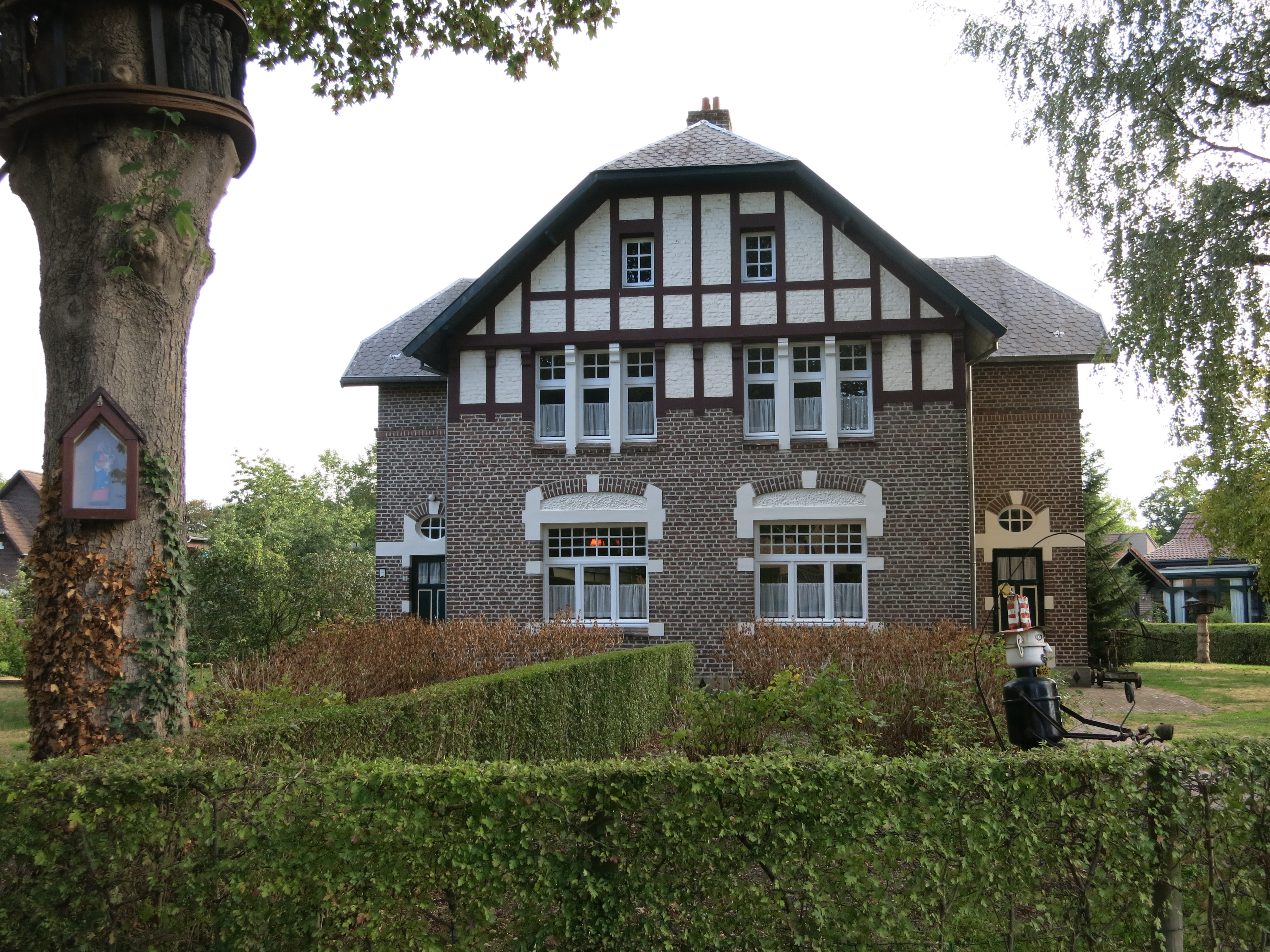
Museum van de Mijnwerkerswoning

Het Museum van de Mijnwerkerswoning is gelegen aan de Marie-Joséstraat in Eisden-Tuinwijk in de gemeente Maasmechelen. Het museum is te zien in het linkerdeel van een gerestaureerde tweewoonst uit 1925, destijds gebouwd en beheerd door de Sociéte_Anonyme_des_Charbonnages_Limbourg-Meuse. Het pand is een voorbeeld van de Engelse 'garden city-architectuur' die in de 'Cité van Eisden' werd gekopieerd. Het museum wordt onderhouden en de dagelijkse werkzaamheden worden verricht door vrijwilligers, verenigd in de Stichting Erfgoed Eisden en ondersteund door de gemeente. 

## Geschiedenis
Het pand is een tweewoonst, destijds omschreven als Maison pour Ouvriers ou Porions in plannen en tekeningen van de mijnmaatschappij, die destijds hoofdzakelijk Franstalig was. De woningen werden vanaf 1926 verhuurd aan mijnwerkersgezinnen. Wegens de nabijheid van de parochiale scholen en de Sint-Barbarakerk kwamen sinds 1934 in het linkergedeelte de kapelaans van de parochie van Eisden-Tuinwijk te wonen, terwijl in de woning ter rechterzijde onder meer de zuigelingen- en kleuterbureaus van het 'Nationaal Werk voor Kinderwelzijn' en extra schoolruimte werden ondergebracht. Kort na de sluiting van de mijn in 1987 werd de gemeente Maasmechelen eigenaar. Het gebouw stond toen al een tijd leeg en raakte vervallen. 
Nadat er jarenlang was gelobbyd voor een mijnwerkersmuseum gaf de gemeente opdracht om de buitenkant van het pand te renoveren aan de hand van de oorspronkelijke ontwerpplannen en -tekeningen. De linkerwoning werd door leden van de toenmalige Geschied- en Heemkundige Kring van Eisden ingericht zoals een mijnwerkerswoning er in de jaren 1930 had uitgezien, inclusief de nutsvoorzieningen uit die tijd. Ook de zeer ruime tuin werd volgens de toenmalige voorschriften van de mijnmaatschappij heraangelegd. Het museum werd in 1995 feestelijk geopend. Het Archief- en Documentatiecentrum van het Mijnwerkersleven was tot 2015 in het rechterdeel van het pand ondergebracht en heeft nu een beveiligd onderkomen in het nabijgelegen Cultuurcentrum van Maasmechelen. Nu is er daar een Kinder Beleef Museum, met een nagebootst klaslokaaltje en een zaaltje met materiaal en werktuigen van destijds.

## Afbeeldingen

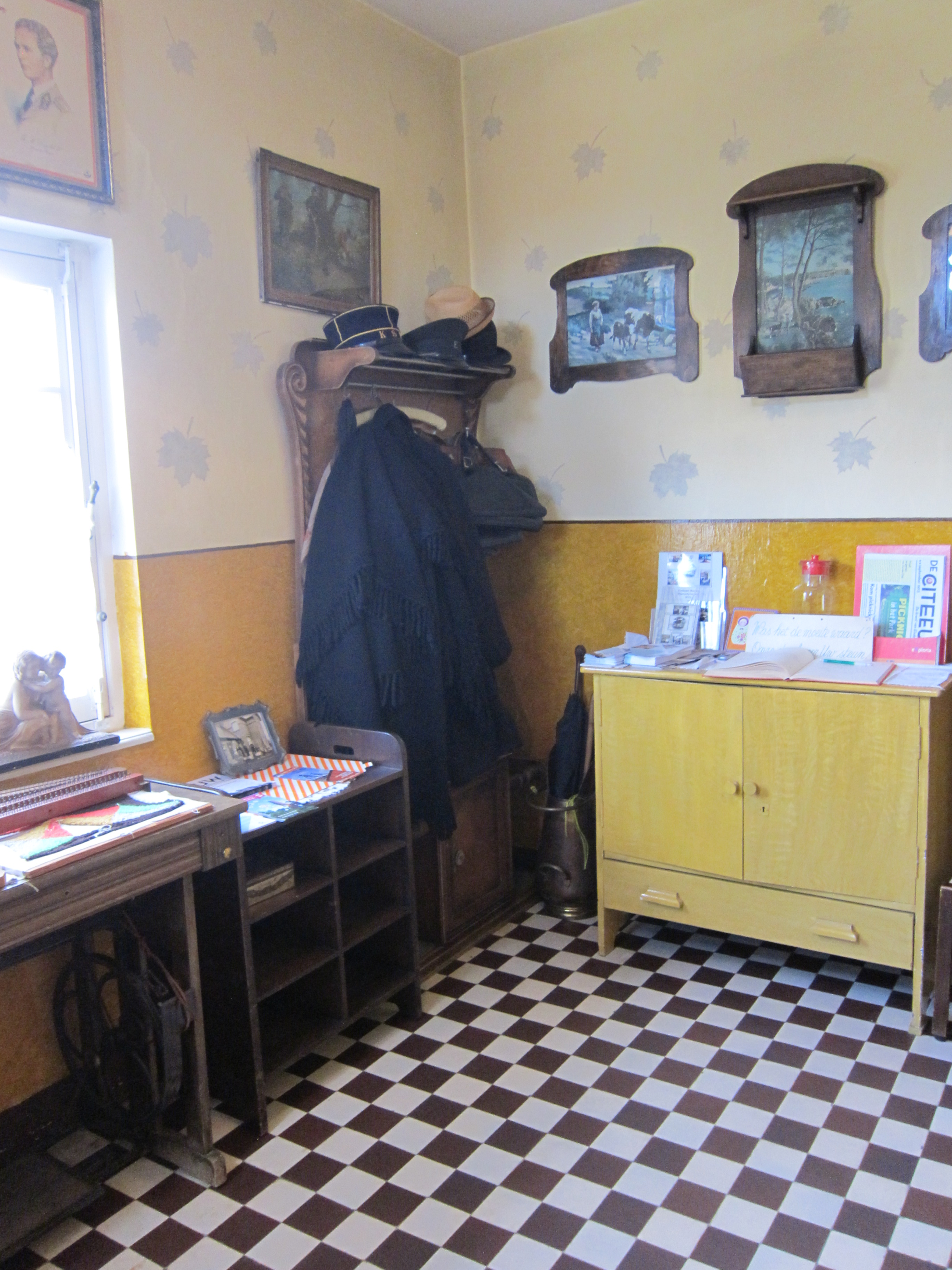
Inkomhal achter de voordeur
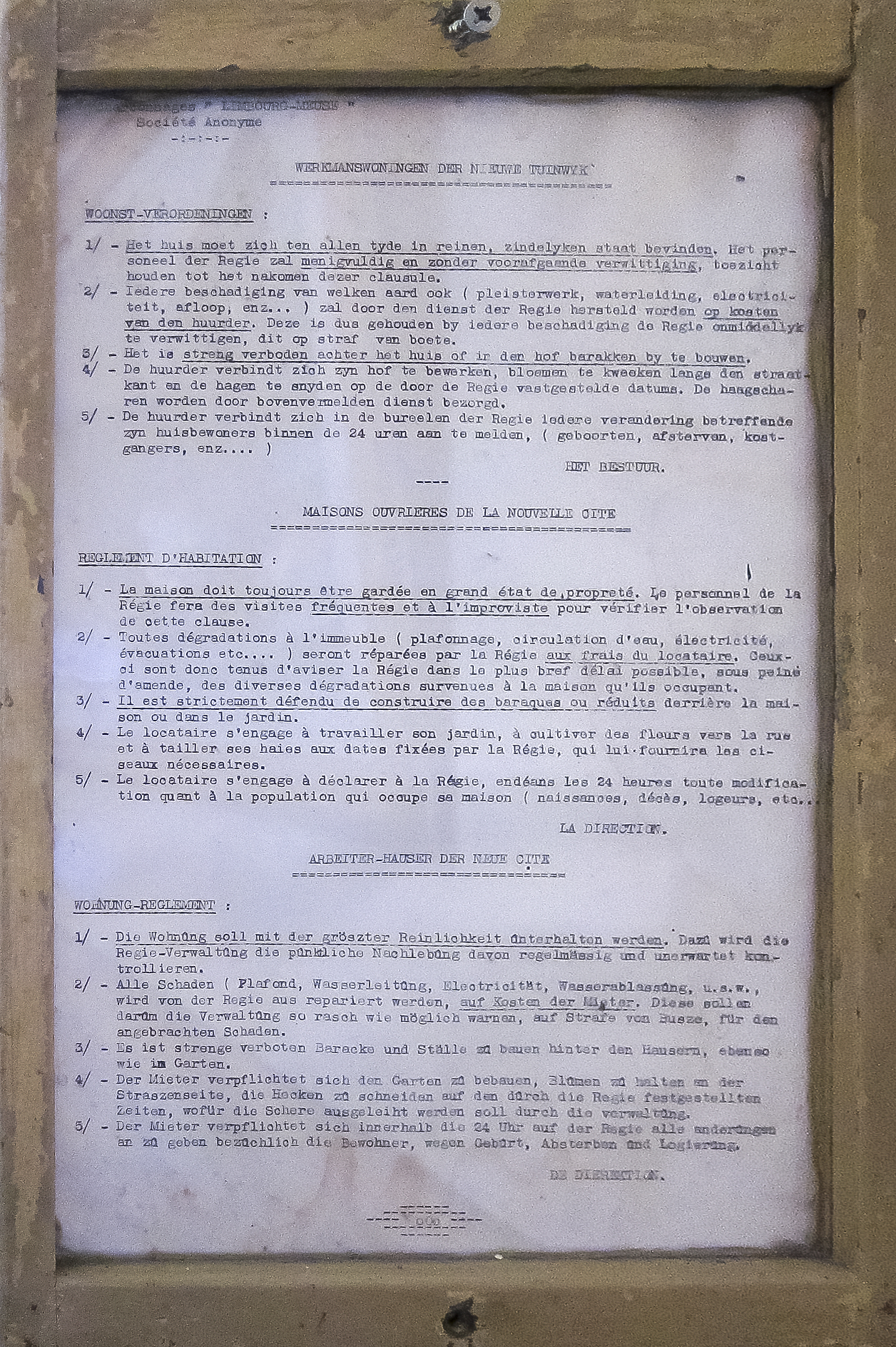
Woonstverordeningen van de mijndirectie in drie talen
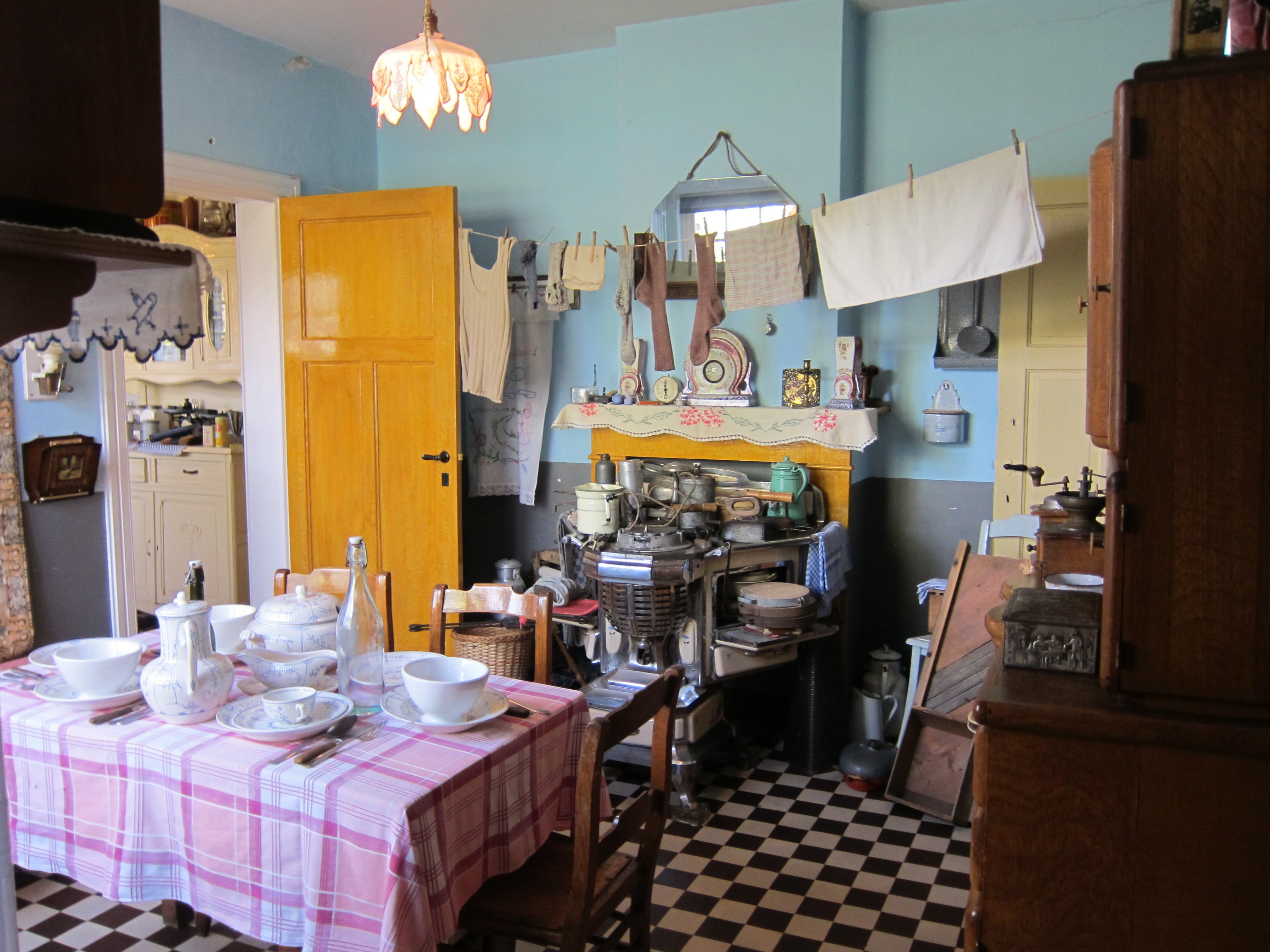
Woonkamer met Leuvense stoof
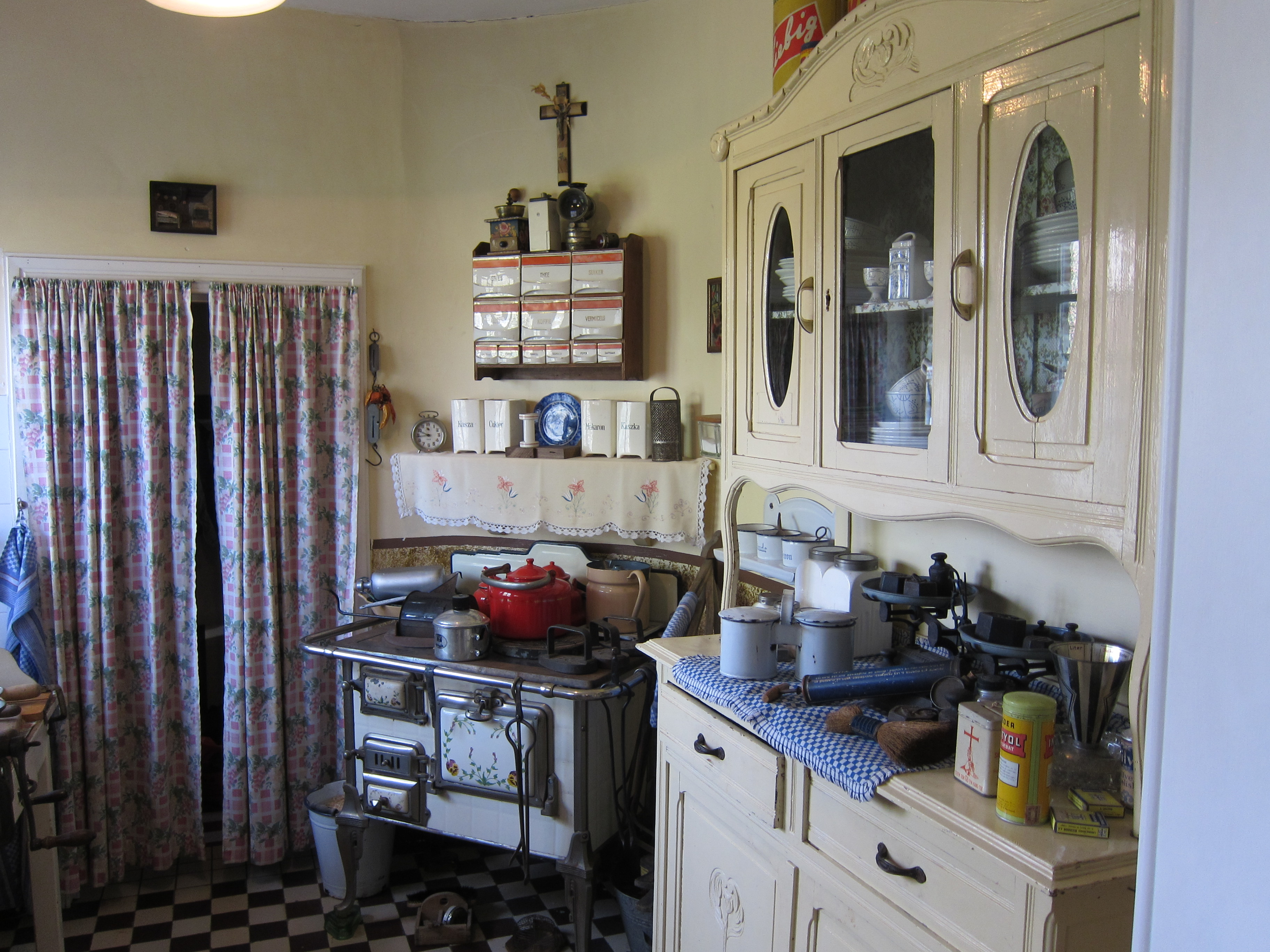
Keuken met cuisinière

## Wetenswaardigheden
De meeste binnenopnames en enkele scènes buitenshuis voor de film Marina, de geromantiseerde levensgeschiedenis van muzikant Rocco Granata door cineast Stijn Coninx, zijn gemaakt in het museum.
Er zijn ook nog opnames voor andere films en documentaires gedraaid. 
Het Museum van de Mijnwerkerswoning wordt vaak bezocht bij excursies aan het patrimonium van de steenkoolmijn van Eisden, de Tuinwijk en het mijnwerkersleven in Limburg. In 2014 werd de 125.000ste bezoeker rondgeleid.